# Neocompsa longipilis
Neocompsa longipilis är en skalbaggsart som beskrevs av Martins och Maria Helena M. Galileo 2002. Neocompsa longipilis ingår i släktet Neocompsa och familjen långhorningar. Inga underarter finns listade i Catalogue of Life.